# 棕煌蜂鸟
棕煌蜂鸟（学名：Selasphorus rufus），是雨燕目蜂鸟科的一种鸟类。
棕煌蜂鸟体重约3.5克，翼长约40.7毫米，嘴峰长约20.4毫米，喙宽度约1.6毫米，喙厚度约1.7毫米，跗蹠长约2.5毫米，尾长约29.8毫米。棕煌蜂鸟在其分布区内为留鸟，其栖息在半开放的高大树木组成的森林中，食性为草食性，主要食物来源是植物的花蜜。
棕煌蜂鸟分布于阿拉斯加至美国西北部；越冬于墨西哥南部。该物种是单型物种，没有亚种分化。